# Claude Basire
Claude Basire o Bazire (Digione, 15 maggio 1764 – Parigi, 5 aprile 1794) è stato un politico francese, uno dei protagonisti della fase democratica repubblicana della Rivoluzione francese.

## Biografia
Modesto impiegato agli archivi della Borgogna, subito dopo lo scoppio della Rivoluzione si mostrò entusiasta delle idee rivoluzionarie e nel 1790 venne nominato capitano della guardia nazionale borghese e membro del "Comitato permanente rivoluzionario" di Digione. Divenne deputato giacobino dell'Assemblea legislativa militando nel club dei Cordiglieri.
Il 25 novembre 1791 per la difesa della Rivoluzione a Parigi e nelle province dai tentativi controrivoluzionari fece approvare la costituzione dei "Comitati di sorveglianza".
Rieletto per il dipartimento della Côte-d'Or sostenne il moto radicale sanculotto del 10 agosto 1792 schierandosi con i sostenitori della deposizione di Luigi XVI. Divenne membro dal Comitato di sicurezza generale (Comité de sûreté générale), l'ex Comitato di sorveglianza del '91,  nel quale si distinse come implacabile persecutore dei sospetti nemici della Rivoluzione
Entrò a far parte dei radicali della Montagna, attaccando violentemente con François Chabot la politica moderata dei Girondini e votando nel processo al re Luigi XVI per la sua condanna a morte.
Dopo la caduta ad opera dell'esercito prussiano della fortezza di Longwy, il 23 agosto 1792, rimanendo solo la fortezza di Verdun a difendere la strada per Parigi, Basire lo stesso giorno fece dichiarare dalla Convenzione lo stato di emergenza nazionale fino al termine della guerra, contribuendo così a diffondere nel popolo un'ondata di panico che, nella convinzione generale dell'esistenza di un complotto controrivoluzionario, diede il via ai massacri di settembre.
Nel frattempo Basire cambiò il suo atteggiamento politico e si avvicinò ai moderati di Danton, ma incappò insieme a loro nello scandalo relativo alla Compagnia delle Indie che, ricostituita da Luigi XVI col nome di Nouvelle Compagnie des Indes (1785), era stata soppressa dalla Convenzione nazionale nel 1793.
Basire, accusato ingiustamente, come in seguito si scoprì, di avere falsificato il decreto di liquidazione della Compagnia, fu arrestato il 17 novembre 1793 e rinchiuso nella prigione del Lussemburgo.
Il processo si svolse nell'aprile del 1794 con imputati, assieme a Basire, Danton, Desmoulins, Delacroix, Delaunay e Fabre d'Églantine.
Il processo iniziò con la lettura delle accuse fatta da Saint-Just, alle quali Danton replicò usando la sua capacità oratoria tanto convincente che Antoine Quentin Fouquier-Tinville, il pubblico accusatore presso il tribunale rivoluzionario di Parigi durante il regime del Terrore, chiese ed ottiene dalla Convenzione un decreto che vietasse agli imputati la discussione nel dibattimento.
Il processo si trasformò così in una farsa, con gli accusati che lanciavano pallottole di carta masticata ai giurati, e si conclude con la condanna alla ghigliottina di tutti gli imputati.
La salma di Basire venne inumata nel Cimitero degli Errancis.